# Farní sbor Českobratrské církve evangelické v Brně II
Farní sbor Českobratrské církve evangelické v Brně II je jedním ze čtyř sborů Českobratrské církve evangelické v Brně. Sbor spadá pod brněnský seniorát a působí v Blahoslavově domě v Lidické ulici.
Duchovními sboru jsou farář Martin Horák a farářka Jarmila Řezníčková. Kurátorkou sboru je Eva Kazdová.

## Faráři sboru
- Jiří Malý (2000 – 2008)
- Ondřej Kolář (2008 – 2011)
- Jaroslav Vítek (1979–2012)
- Alexandra Jacobea (2011–2021)
- Martin Horák (2012–)
- Jarmila Řezníčková (2021–)